# D-Sides
D-Sides é a segunda coletânea de lados b da banda virtual britânica Gorillaz. Foi lançada no dia 19 de novembro de 2007 na União Europeia e no dia seguinte nos Estados Unidos.
O álbum contém os lados b e faixas bônus dos singles do segundo álbum de estúdio da banda, Demon Days. Está disponível em versões regulares e deluxe. A versão regular japonesa possui duas faixas extras, enquanto que a versão deluxe não possui nenhuma.
O álbum alcançou a 166ª colocação no The Billboard 200 e a 2ª no Top Electronic Albums.
| Críticas profissionais | Críticas profissionais |
| Avaliações da crítica  | Avaliações da crítica  |
| Fonte                  | Avaliação              |
| ---------------------- | ---------------------- |
| allmusic               | [ 2 ]                  |
| Billboard              | (favorável)            |
| Filter                 | (84%)                  |
| NME                    | (8/10)                 |
| Pitchfork Media        | (6/10)                 |
| PopMatters             | (9/10)                 |
| Spin                   | [ 8 ]                  |
| Time Off               | [ 9 ]                  |

## Informações
Em uma entrevista para a revista Verbicide, perguntaram à banda se haveria um outro álbum de remixes com os Spacemonkeyz, e se haveria um outro álbum de lados b como G-Sides. Para ambas as perguntas, a resposta foi que "seria possível". Em janeiro de 2007, alguns sites começaram a publicar rumores sobre um álbum a ser lançado em março. Em setembro de 2007 o site oficial dos Gorillaz anunciou o lançamento do álbum que seria chamado D-Sides.

## Lista de faixas
Todas as faixas por Gorillaz.

### Versões do RU, EUA e deluxe do Japão
Disco um
1. "68 State" – 4:48
2. "People" – 3:28
3. "Hongkongaton" – 3:34
4. "We Are Happy Landfill" – 3:39
5. "Hong Kong" – 7:15
6. "Highway (Under Construction)" – 4:20
7. "Rock It" – 3:30
8. "Bill Murray" – 3:53
9. "The Swagga" – 4:58
10. "Murdoc Is God" – 2:26
11. "Spitting Out the Demons" – 5:10
12. "Don't Get Lost in Heaven" (Original Demo Version) – 2:29
13. "Stop the Dams" – 5:39

Disco dois
1. "DARE" (DFA Records Remix) – 12:14
2. "Feel Good Inc." (Stanton Warriors Remix) – 7:24
3. "Kids with Guns" (Jamie T's Turns to Monsters Mix) – 4:22
4. "DARE" (Soulwax Remix) – 5:42
5. "Kids with Guns" (Hot Chip Remix) – 7:09
6. "El Mañana" (Metronomy Remix) – 5:44
7. "DARE" (Junior Sanchez Remix) – 5:26
8. "Dirty Harry" (Schtung Chinese New Year Remix) – 3:53
9. "Kids with Guns" (Quiet Village Remix) – 10:08

### Versão japonesa padrão
Disco um
1. "68 State"
2. "People"
3. "Hongkongaton"
4. "We Are Happy Landfill"
5. "Hong Kong"
6. "Highway (Under Construction)"
7. "Rock It"
8. "Bill Murray"
9. "The Swagga"
10. "Murdoc Is God"
11. "Spitting Out the Demons"
12. "Don't Get Lost in Heaven" (Original Demo Version)
13. "Stop the Dams"
14. "Samba at 13"
15. "Film Trailer Music" (Worldwide Unpublished Tune)

- "Rock It" enhanced video

Disco dois
1. "DARE" (DFA Records Remix)
2. "Feel Good Inc." (Stanton Warriors Remix)
3. "Kids with Guns" (Jamie T's Turns to Monsters Mix)
4. "DARE" (Soulwax Remix)
5. "Kids with Guns" (Hot Chip Remix)
6. "El Mañana" (Metronomy Remix)
7. "DARE" (Junior Sanchez Remix)
8. "Dirty Harry" (Schtung Chinese New Year Remix)
9. "Kids with Guns" (Quiet Village Remix)